# Homaloràgides
Els homaloràgides (Homalorhagida) són un ordre de cinorrincs.

## Famílies
- Neocentrophyidae, Higgins, 1969.[1]
- Pycnophyidae, Zelinka, 1896.[2]